# Peptidoglycan
Peptidoglycan eller murein er en polymer, der består af sukkerstoffer og aminosyrer, der danner et ensartet lag uden om de ægte bakteriers plasmamembran. Visse af arkæerne har et tilsvarende lag, opbygget af pseudopeptidoglycan. Peptidoglycan giver bakteriernes cellevæg form og styrke, og stoffet modvirker også det osmotiske tryk fra celleindholdet. Endelig medvirker stoffet også ved celledelingen i forbindelse med bakteriernes formering.
Peptidoglycanlaget er væsentligt tykkere hos de Gram-positive end hos de Gram-negative bakterier (20 til 80 nm mod 7 til 8 nm). Peptidoglycan udgør ca. 90 % af de Gram-positive bakteriers tørvægt, men kun 10 % af de Gram-negatives tørvægt.

## Opbygning
Peptidoglycan findes i cellevæggen i prokaryoter.Peptidoglycanlaget i bakteriecellen er en netværksstruktur, der er opbygget ud fra kæder af to skiftende aminosukkerstoffer, nemlig henholdsvis N-acetylglukosamin (GlcNAc eller NAG) og N-acetylmuraminsyre (MurNAc eller NAM). Hvert MurNAc er fastgjort til en kort kæde (4 til 5 enheder) af aminosyrer, ofte indeholdende D-alanin, D-glutaminsyre og meso-diaminopimelinsyre (DAP). Disse tre aminosyrer findes ikke i proteiner, og de formodes af bidrage til beskyttelse mod angreb fra de fleste peptidnedbrydende enzymer. Krydsforbindelser mellem aminosyrer i forskellige aminosukkerkæder skaber en tredimensionel struktur, som er stærk og stiv. Den præcise rækkefølge af aminosyrerne og opbygningen af den endelige struktur er forskellig fra bakterieart til bakterieart.